# Affaire Pierre Dufour
Pour les articles homonymes, voir Pierre Dufour et Dufour.
Pour un article plus général, voir Abus sexuels sur mineurs dans l'Église catholique en France.
L'Affaire Pierre Dufour est une affaire judiciaire mettant en cause le prêtre français Pierre Dufour, né le 23 avril 1935 à Modane. Arrêté en 2003, il reconnaît des viols et agressions sexuelles envers des majeurs ou des enfants et ce depuis 1960. Il est condamné en 2006 à 15 ans de prison. 

## Les faits, l'enquête
Depuis les années 1960, Pierre Dufour abuse d'« enfants de chœur, garçons ou filles », usant « de sa qualité, de son autorité et de sa notoriété ». 
En mars 1992, l'évêque de l'archidiocèse de Chambéry, Maurienne et Tarentaise, Claude Feidt, est informé des actes de pédophilie du prêtre Pierre Dufour par les parents d'une de ses victimes. Claude Feidt ne porte pas d'attentions à ces accusations, le maintient en poste et n'informe pas la justice. La victime alléguée finira par se suicider en 1997.
En 1995, l'évêque Claude Feidt nomme Pierre Dufour vicaire épiscopal.
En 1996, une première enquête préliminaire est menée mais n'aboutit à rien du point de vue judiciaire.
En décembre 2003, Pierre Dufour est accusé de viol par deux SDF majeurs qu'il a recueillis. Arrêté, il reconnait ces viols puis ses autres agressions envers des enfants depuis 1960. Il est mis en examen le 11 décembre 2003 pour « viols et agressions sexuelles sur des personnes vulnérables par une personne abusant de son autorité ».

## Le procès
Cinq victimes, dont un prêtre, se constituent partie civile pour le procès à la cour d'assises de Chambéry. Les faits antérieurs à 1993 ne sont pas retenus car prescrits. L'avocate générale indique que les victimes, en venant le solliciter, « frappaient en fait à la porte de l'enfer, le prêtre les considère comme des proies faciles sur lesquelles il va avoir une emprise totale. Ce pervers manipulateur annihile toute volonté de l'autre pour le faire devenir un objet sexuel ». Pour justifier ses gestes, le prêtre explique à une victime : « c'est pour te guérir, ce n'est pas moi qui te touche, c'est Dieu ».
Lors du procès, Laurent Ulrich, alors archevêque de Chambéry, exprime sa compassion aux victimes de Dufour : « Elles attendaient de trouver de la bonté, du désintéressement, de l'écoute et des conseils. A l'heure du drame, elles en ont donc été d'autant plus choquées et scandalisées. Aussi, à l'écoute de leurs témoignages, chrétiens, prêtres et évêque, nous sommes profondément troublés ».
Pierre Dufour est condamné en mai 2006 à 15 ans de prison, assortis d'une peine de sûreté des deux tiers, pour « viols et agressions sexuelles ».

### Documentaires télévisés
- « L'abbé Pierre Dufour, le secret de la vallée » le 23 septembre 2008 dans Faites entrer l'accusé sur France 2.